# Politický systém Litvy

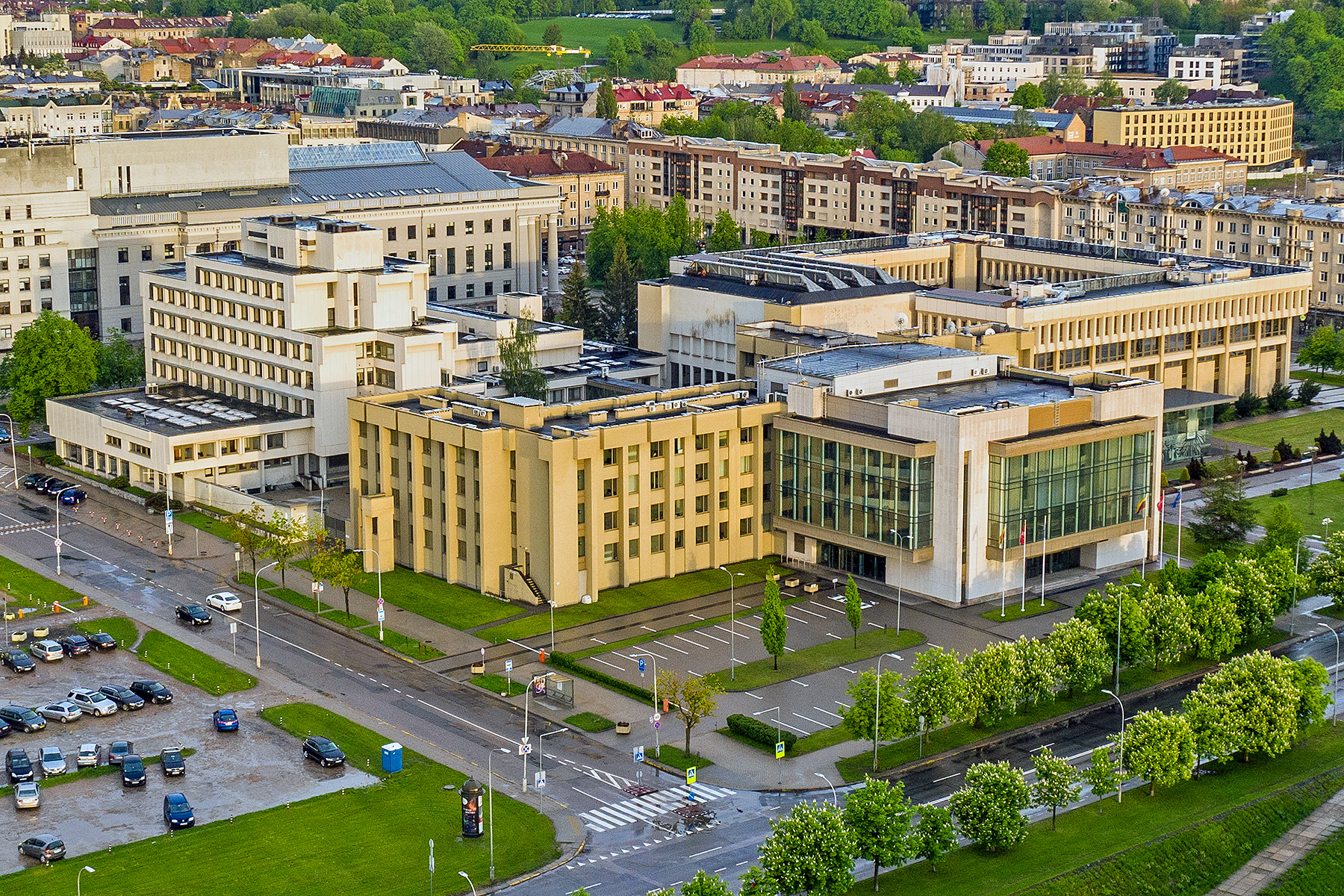
Budova parlamentu Litvy ve Vilniusu

Litevská republika je zastupitelská demokracie, parlamentní republika s některými rysy poloprezidencialismu, s vícestranickým systémem.
Litevský jednokomorový parlament se nazývá Seimas, má 141 členů volených na 4 roky. Zákonodárná iniciativa náleží jednotlivým poslancům, prezidentovi, vládě a skupině 50 000 občanů. Premiér je jmenován a odvoláván prezidentem se souhlasem parlamentu.
Litevský prezident je volen přímo na 5 let s možností jednoho znovuzvolení.
Litva je členem Severoatlantické aliance, Evropské unie a Mezinárodního měnového fondu.